# Klyngon bouceki
Klyngon bouceki är en stekelart som beskrevs av Christer Hansson 2005. Klyngon bouceki ingår i släktet Klyngon och familjen finglanssteklar.
Artens utbredningsområde är Costa Rica. Inga underarter finns listade i Catalogue of Life.